# Brottsplats Bradford
Brottsplats Bradford (engelska: Virdee) är en brittisk kriminaldramaserie vars första säsong hade premiär den 10 februari 2025 på BBC. Första säsongen som består av sex avsnitt är skapad av Amit Dhand.

## Handling
Serien handlar om Harry Virdee som jagar en mördare som riktar in sig på det asiatiska samhället i Bradford, samtidigt som han hanterar sitt kaotiska privatliv.

## Rollista (i urval)
- Staz Nair - Harry Virdee
- Aysha Kala - Saima Hyatt-Virdee
- Nina Singh - Tara Virdee
- Manjinder Virk - Mandip Virdee
- Kulvinder Ghir - Ranjit Virdee
- Elizabeth Berrington - Clare Conway
- Ramon Tikaram - Jai Pawa
- Nichola Burley - Sophie Brodenham
- Tobias Jowett - Harry Virdee, som ung
- Jack Archer - Alastair Boardman